# Pießling
Pießling är ett vattendrag i Österrike.   Det ligger i förbundslandet Oberösterreich, i den centrala delen av landet, 170 km väster om huvudstaden Wien.
I omgivningarna runt Pießling växer i huvudsak blandskog. Runt Pießling är det ganska glesbefolkat, med 43 invånare per kvadratkilometer.